# Pervaja ljubov'
Pervaja ljubov' (in russo Первая любовь?) è l'album di debutto della cantante russo-statunitense Ariana, pubblicato il 4 ottobre 2002 su etichetta discografica Sony Music Russia. L'album è stato pubblicato anche a livello internazionale con il titolo I'll Do It All Again.
Il disco, che dopo quattro mesi aveva già superato le 250 000 copie vendute in Russia, contiene il singolo Pod ispanskim nebom, vincitore di un premio Zolotoj grammofon.

## Tracce
1. Ja uže ne momnju slova – 4:15
2. Pod ispanskim nebom – 5:25
3. Neponjatnaja ljubov' – 4:04
4. Ja bol'še ne verju – 4:13
5. Pervaja ljubov' – 3:54
6. Gde ty – 3:31
7. Ty ne požaleeš' – 3:55
8. Ptica v kletke – 5:00
9. Ne umiraj ljubov' – 3:24
10. Den' ljubvi – 4:04
11. Počemu tak slučilos' – 3:47
12. Ėto - ne ljubov' – 3:50
13. Begi, begi – 3:44
14. Under the Spanish Sky – 5:26
15. I'll Do It All Again – 3:55
16. Forget About It – 3:42
17. More Than a Game – 4:11